# 乌尔夫·安德松
乌尔夫·安德松（Ulf Andersson，1951年6月27日—），瑞典国际象棋棋手。他于1970年获国际大师称号，1972年晋升为特级大师。其最高排名为世界第四，最高等级分则为1997年1月创下的2655分。